# 簗瀬三左衛門
簗瀬 三左衛門　（やなせ さんざえもん、文化5年〈1808年〉9月9日 - 明治15年〈1882年〉8月24日）は、江戸時代幕末期の会津藩家老。明治以降真粋と称する。

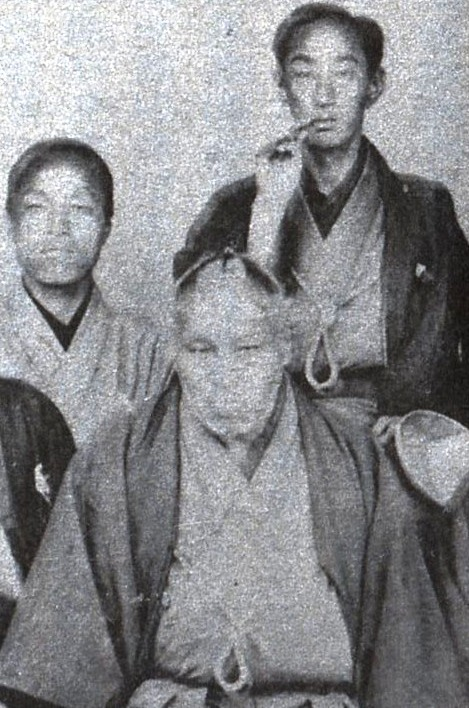
左から町野主水、簗瀬、松平容保（明治6年撮影）

## 略歴
簗瀬家は、代々奥州会津藩家老を務める名門で、自身も家老職を務め、松平容敬の代から藩を支えた。
1862年6月、容保の京都守護職就任を前に、家老職を退き隠居。
1868年の会津戦争においては鶴ヶ城に入って篭城戦に参加したといわれ、家老・西郷頼母が城を去る際は、頼母を引き止めたが丁重に断られたという。
戦後は、転封先の奥州斗南に移り、斗南藩解散後は北海道に渡った。その後は上京し、藩若年寄であった横山常守の遺族の横山家で過ごしたという。明治15年8月24日病死。行年75歳。

## 簗瀬家
柳瀬家は北原家、内藤家とあわせて会津三家と称され、上記のとおり代々奥州会津藩家老を務める名門。
同じ家老の西郷頼母、田中玄清以上の高禄（2200石）を食んだ。
孫の簗瀬成一は第四高等学校（現在の金沢大学）在学中に音楽教師であった石倉小三郎（西田幾多郎も当時教師であった）の影響を受け、同校の応援歌・南下軍の歌を作曲している。
三左衛門の娘に同藩士の雑賀孫六郎の妻となった浅(または阿佐子）があり、孫の簗瀬真琴は日中戦争で橘連隊の異名を持つ歩兵第34連隊の連隊長として武勲を挙げ、少将まで昇進した。白虎隊士として自刃した簗瀬勝三郎、簗瀬武治は簗瀬の血族である。

## 登場作品
- 八重の桜 - 2013年、NHK大河ドラマ、演：山野史人